# 佐々木酒造
佐々木酒造株式会社（ささきしゅぞう）は、日本酒を製造販売する、京都市に所在する蔵元のなかでも、特に洛中と呼ばれる範囲内において唯一現存する蔵元である。俳優・佐々木蔵之介の実家でもある。1893年（明治26年）佐々木治郎吉が創業。

## 沿革
- 1893年 初代佐々木治郎吉が京都市上京区日暮通椹木町下ルにて創業、清酒の製造販売を始める。創業当時の代表銘柄は「聚楽菊」
- 1955年 佐々木勝也が「佐々木酒造本家」として三代目蔵元就任（戦時中一時休業、同年復活）
- 1987年 「佐々木酒造株式会社」として法人設立
- 2010年 佐々木晃が四代目蔵元（代表取締役）就任
- 2010年 清涼飲料水・ノンアルコール醸造飲料「白い銀明水」発売
- 2020年 ゆず・レモンのリキュール「古都のリキュール」発売
- 2021年 「京都・洛中 酒蔵ツーリズム事業」開始

## 取扱商品
- 聚楽第【純米大吟醸・純米吟醸】／聚楽菊【純米】／聚楽【普通酒】
- 古都【大吟醸・純米吟醸・特別純米・本醸造】
- その他　西陣【特別純米】／平安四神【大吟醸・吟醸】／まるたけえびす【本醸造】
- プライベートブランド商品　京生粋【純米吟醸】／蔵乃京寿楽【純米吟醸・純米】／雪紫【大吟醸 他】／花聚楽【大吟醸】
- 白い銀明水【ノンアルコール飲料】
- 古都のリキュール【檸檬・柚子】

## 特徴・雑記
- 京都の造り酒屋は洛外に位置している伏見が盛んであるが（全国2位の生産量）、佐々木酒造は洛中に唯一残る酒蔵である（同じく京都市街に「松井酒造」があるが、同地は鴨川の東側であるため洛外である）。現在では京都の酒造会社と言えば伏見が全国的に有名で、兵庫県神戸市にある灘に次ぐ全国第2位の生産量を誇る酒処として全国的に知られているが、もともと京都の酒造りの起源は洛中にあり、室町中期には300軒、佐々木酒造創業年である1893年でも131軒の蔵元があった。しかし、洛中の蔵元はもともと家内制工業的な小さな蔵元が多く、転廃業する中で自然と淘汰され、現在では洛中で酒蔵を営む蔵元は佐々木酒造のみとなった。
- 豊臣秀吉の邸宅聚楽第のあった場所に位置し、良質の地下水に恵まれた環境にある。京都地域は三方を山に囲まれた盆地で、それぞれの山の岩盤を伝って地中に潜り込んだ水が水瓶になる地形となっており、1000年もの間、都が京都に置かれたのはこの類い希なる地形と豊富な水があったのが大きな要因といわれている（関西大学 楠見教授「古都に眠る千年の地下水脈・京都水盆」）。現在でもその良質で豊富な地下水は変わりなく、お茶の家元、豆腐や湯葉、生麩など、水が育んだ産業は現在も洛中に多く残っている。
- 千利休が茶の湯にも使ったといわれる「金明水・銀明水」を仕込み水とし、全ての酒を洛中伝承の技法で製造している。
- 主力商品「古都」は川端康成が「この酒の風味こそ京都の味」と、自身の著作『古都』の作品名を揮毫したものである。川端はフランス文学者で京都大学名誉教授を務めた桑原武夫に「古都という酒を知っているか」と尋ね、「知らない」と答えた桑原にこれを飲ませようと、寒い夜にもかかわらず徒歩30分かけて買いに行ったと言われている[1]。
- 3代目・佐々木勝也には前出の蔵之介（次男・秀明）含め男児3人の子がおり、三男の佐々木晃が現・社長（4代目）を務めている。佛教大学文学部中国文学科を卒業後、いったん産業機械販売会社（現：関西日立株式会社）に就職（営業職）を経て現業に転じた。Twitterで様々なコメントに答えており、公式サイトからもアクセスできるようになっている。晃は家業を継ぐことになるとは思っていなかったといい、「上の兄（長男。一般人）は建築の道に進んでしまい、二番目の兄（蔵之介）は酒造家への道を歩んでいたが突然「俳優になる」と言って出て行ってしまった」と語る[2]。当初は蔵之介の留守番と思っていたがその蔵之介が活動範囲を広げたことで、佛教大学広報誌「B-ism」のOB訪問では「（蔵之介は）もう帰ってこない」と思うようになったという[3]。
- 蔵之介が出演するドラマとタイアップした商品を期間限定で製造・販売することがある（『オードリー』、『ハンチョウ』など）。佐々木酒造公式サイトには蔵之介が出演したドラマやCMのサイトがリンクされていた（『ハンチョウ』、『デュトロ』）。
- かつて、カプコンと全国の酒造メーカーによるコラボレーション企画「戦国BASARA酒合戦」に於いて、主力製品である「聚楽第」を豊臣秀吉ラベルにて売り出していた。
- 日野自動車のトラック「デュトロハイブリッド」のCM「実家におすすめ 佐々木酒造篇」（2011年7月1日 - ）では佐々木酒造前にて勝也・蔵之介父子で共演していた。佐々木酒造では実際にデュトロを使用しており、勝也や晃も実際に運転することもあり、「日野デュトロ 佐々木酒造篇」（2012年9月 - ）では「佐々木酒造」と書かれたデュトロが登場する。
- クラウドファンディング（CAMPFIRE）で「酒米農家と日本酒文化を守るため京都産山田錦の純米酒をたくさん飲んでもらいたい！」というテーマで支援者数2723人、支援金額16,029,799円を集め「CAMPFIRE クラウドファンディングアワード2021 総合賞3位」に選ばれた。
- 2021秋より「京都洛中酒蔵ツーリズム」事業を開始。これまで非公開の酒蔵を見学・試飲できるプランの他、周辺地域をガイド付きでまち歩きをするパッケージツアーも企画。京都市観光協会のサイトなどで募集受付している。

## 所在地
- 京都市上京区日暮通椹木町下ル北伊勢屋町727（〒602-8152）

## 受賞歴
- 2003年 - 酒類総合研究所 全国新酒鑑評会 金賞
- 2004年 - 酒類総合研究所 全国新酒鑑評会 金賞
- 2007年 - インターナショナルワインチャレンジ日本酒部門 Bronze
- 2009年 - インターナショナルワインチャレンジ日本酒部門 Gold/trophy
- 2010年 - インターナショナルワインチャレンジ日本酒部門 Bronze
- 2011年 - インターナショナルワインチャレンジ日本酒部門 Silver
- 2012年 - 酒類総合研究所 全国新酒鑑評会 入賞
- 2013年 - インターナショナルワインチャレンジ日本酒部門 Gold
- 2014年 - 酒類総合研究所 全国新酒鑑評会 金賞／インターナショナルワインチャレンジ日本酒部門 Silver／ワイングラスでおいしい日本酒アワード2014 金賞
- 2015年 - 酒類総合研究所 全国新酒鑑評会 金賞／インターナショナルワインチャレンジ日本酒部門 Bronze／ワイングラスでおいしい日本酒アワード2015 最高金賞
- 2016年 - 酒類総合研究所 全国新酒鑑評会 金賞／インターナショナルワインチャレンジ日本酒部門 Bronze／ワイングラスでおいしい日本酒アワード2016 金賞
- 2017年 - 酒類総合研究所 全国新酒鑑評会 金賞
- 2018年 - 酒類総合研究所 全国新酒鑑評会 入賞／インターナショナルワインチャレンジ日本酒部門 Gold／ワイングラスでおいしい日本酒アワード2018 金賞
- 2019年 - 酒類総合研究所 全国新酒鑑評会 金賞／ワイングラスでおいしい日本酒アワード2019 最高金賞
- 2020年 - 酒類総合研究所 全国新酒鑑評会 入賞／インターナショナルワインチャレンジ日本酒部門 Bronze
- 2021年 - 酒類総合研究所 全国新酒鑑評会 金賞／ワイングラスでおいしい日本酒アワード2021 金賞／大阪国税局清酒鑑評会 優秀賞
- 2022年 - ワイングラスでおいしい日本酒アワード2022 最高金賞／インターナショナルワインチャレンジ日本酒部門 Silver/Bronze
- 2023年 - 酒類総合研究所 全国新酒鑑評会 金賞／インターナショナルワインチャレンジ日本酒部門 Silver／ワイングラスでおいしい日本酒アワード2023 金賞／KuraMaster2023 プラチナ賞
- 2024年 - 酒類総合研究所 全国新酒鑑評会 入賞／インターナショナルワインチャレンジ日本酒部門 Gold/Silver/Bronze
- 2025年 - 酒類総合研究所 全国新酒鑑評会 金賞／ワイングラスでおいしい日本酒アワード2025 最高金賞/金賞／インターナショナルワインチャレンジ日本酒部門 Silver/Bronze

## 主な認定・表彰
- 2012年 - 近畿経済産業局 「地域資源活用事業」 認定
- 2013年 - 京都商工会議所 「知恵ビジネスプランコンテスト」 認定
- 2016年 - 大阪国税局 上京税務署「優良納税者」表彰
- 2016年 - 日本保健センター 上京保健センター「食品衛生優良企業」表彰
- 2018年 - 経済産業省「地域未来牽引企業」選定
- 2019年 - 京都市「輝く地域企業」表彰
- 2020年 - 京都市 知恵創出「目の輝き」認定
- 2021年 - 近畿経済産業局「事業継続力強化計画」認定
- 2021年 - 京都高度技術研究所「オスカー」認定
- 2022年 - 京都市観光協会「京都観光MICEビジネスプランコンテスト」優秀賞